# لوبومير لوهوفي
لوبومير لوهوفي (31 مارس 1967 في براتيسلافا في سلوفاكيا – )؛ هو لاعب كرة قدم سابق كان يلعب كمهاجم. يلعب مع منتخب تشيكوسلوفاكيا لكرة القدم، منتخب سلوفاكيا لكرة القدم منذ عام 1990.

## وصلات خارجية
- لوبومير لوهوفي على موقع رابطة كرة القدم اليابانية للمحترفين (اليابانية)
- لوبومير لوهوفي على موقع قاعدة بيانات كرة القدم.إي يو (الإنجليزية)
- لوبومير لوهوفي على موقع ناشيونال فوتبول تيمز (الإنجليزية)
- لوبومير لوهوفي على موقع Soccerway.com (الإنجليزية)
- لوبومير لوهوفي على موقع عالم كرة القدم.نت (الإنجليزية)

- National Football Teams